# Anwar Shaikh
Anwar Shaikh (n. 1945, Karachi, Pakistán) es un economista pakistaní de orientación principalmente marxista. Estudió en los Estados Unidos, país en el que reside y donde es profesor en New School University. Es un economista heterodoxo ya que sostiene que los modelos neoclásicos que se enseñan en las universidades son herramientas pésimas para analizar el capitalismo.

## Formación y trayectoria académica

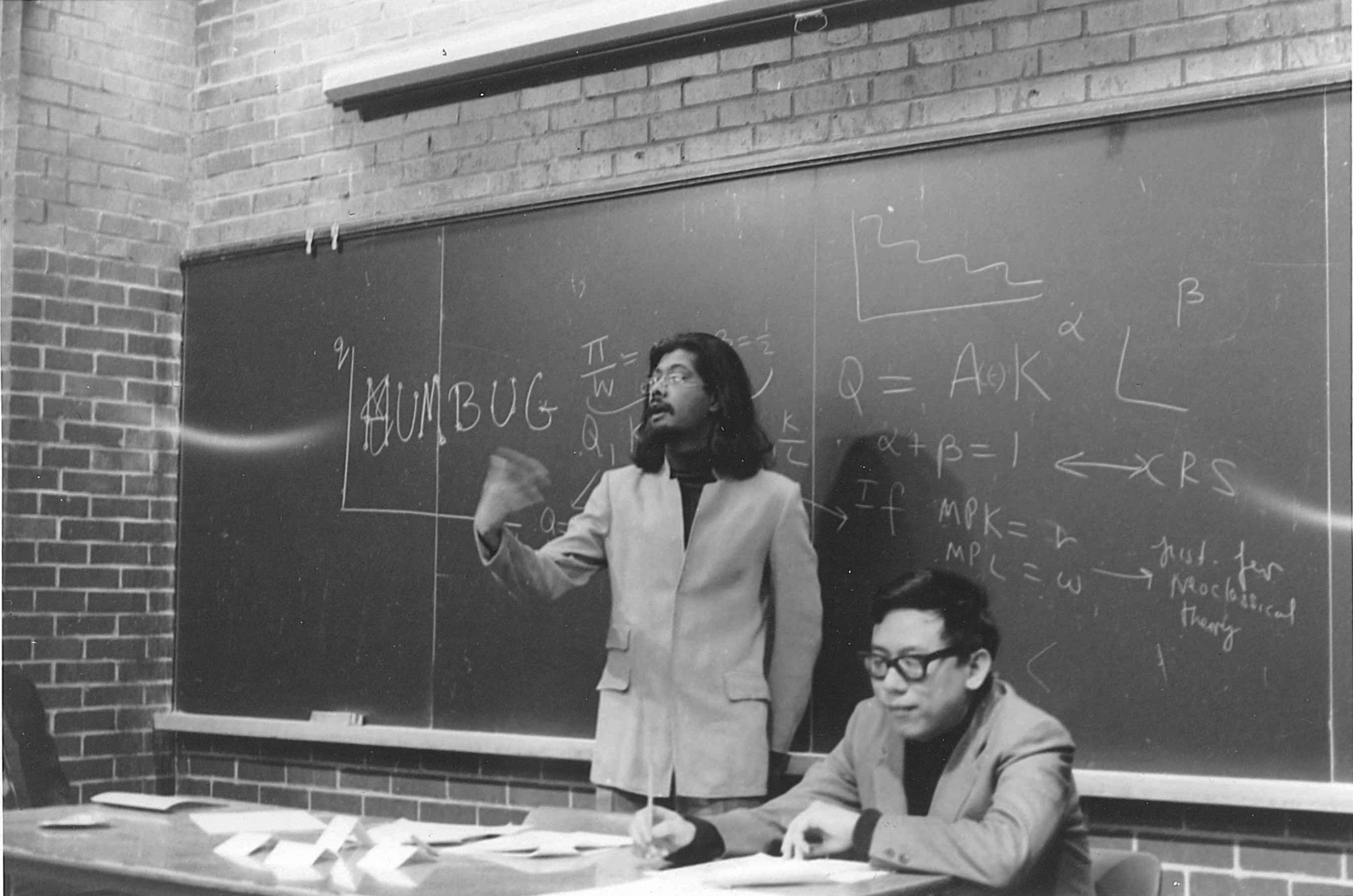
Shaikh dando una conferencia en 1975.

Sus estudios realizados son los siguientes: B.S.E., Universidad de Princeton, 1965; MA. en Economía, Universidad de Columbia, 1971; Ph.D en Economía, Universidad de Columbia, 1973.
Es profesor de Economía, del Departamento de Economía de la Facultad de Graduados de Ciencias Políticas y Sociales, de The New School for Social Research of New York, de la New School University.

## Investigación
Sus líneas principales de investigación son: crédito e inflación, modelos dinámicos no lineales de crecimiento y ciclos económicos, comparaciones internacionales del estado de bienestar, globalización, tasas de cambio, la política macroeconómica de los Estados Unidos, la teoría financiera y el desarrollo sostenido.
Su posición es crítica, pues utiliza en su análisis categorías de la teoría marxista y clásica. Es un permanente crítico de la teoría económica neoclásica y del libre cambio.
La investigación de Shaikh se caracteriza por haber logrado respuestas a diversos interrogantes sembrados en torno al análisis marxista. En particular se destacan sus progresos en lo referente a la transformación de valores en precios y la teoría del comercio internacional. Su propósito es no solamente recuperar el análisis teórico marxista sino también robustecerlo con una fuerte dosis de análisis empírico de cuentas nacionales. De esta forma escapa al terreno de la teoría para brindar herramientas prácticas que permitan validar los enfoques de la teoría del valor. Ha entendido que en el pensamiento marxista existen tres grandes leyes de la economía capitalista: la tendencia decreciente de la ganancia, la centralización del capital y el crecimiento del ejército industrial de reserva. Con esto se ha colocado en un terreno opuesto al economistas marxistas como Sweezy, Baran, Dobb y Amin (llamados por Mandel, "marxistas keynesianos"), quienes postularon una teoría subconsumista (o de sobreproducción, lo que es lo mismo según Sweezy). En muchos puntos, se puede decir que Shaikh sigue el pensamiento de Mandel y Rosdolsky. Pero se avanzado mucho más criticando el teorema de Okishio, el análisis más novedoso que fundamenta la teoría sobreproductiva de la crisis capitalista.
Shaikh dedica gran parte de sus discusiones a debatir con otras escuelas teóricas como la Neoclásica, la Neorricardiana o la Keynesiana. La profundidad de su análisis le ha permitido ganarse el reconocimiento de sus pares y dentro del campo de la izquierda, la simpatía de las corrientes marxista.

## Obra

### Libros
- 1990 - Valor, Acumulación y Crisis: Ensayos de Economía Política, Tercer Mundo Editores, Bogotá, Colombia.
- 1994 - Measuring the Wealth of Nations: The Political Economy of National Accounts, coautor E. Ahmet Tonak, Cambridge University Press.
- 2009 - Teorías del comercio internacional.
- 2016 - Capitalism: Competition, Conflict and Crisis (Capitalismo: competencia, conflictos y crisis), 1024 págs. ISBN 97801993906322016, OCLC 932064049

### Artículos
- “How Fragile is the U.S. Economy?”, marzo de 2005, Dimitri B. Papadimitriou, Strategic Analysis, coautor con Anwar Mr. Shaikh, Claudio Dos Santos, and Gennaro Zezza,
- "The Economic Mythology of Neoliberalism", 2004, Neoliberalism: A Critical Reader, Alfredo Saad-Filho (ed.), Pluto Press, Londres.
- “The Power of Profit”, 2004, Social Research, Vol. 71, n.º 3.
- "Nonlinear Dynamics and Pseudo-Production Functions", primavera de 2004, publicado en Eastern Economics Journal, Special Issue on Production Functions.
- "Is Deficit-Financed Growth Limited?: Policies and Prospects in An Election Year”, abril de 2004, Strategic Analysis, con Dimitri B. Papadimitriou, Claudio H. dos Santos y Gennaro Zezza, The Levy Economics Institute of Bard College.
- "Déficits, Debts and Growth: A Reprieve but not a Pardon", October 2003, Strategic Analysis, con Dimitri B. Papadimitriou, Claudio H. dos Santos y Gennaro Zezza, The Levy Economics Institute of Bard College.
- "Is International Growth the Way Out of U.S. Current Account Déficits? A Note of Caution" septiembre de 2003, Policy Note 2003/6, con Gennaro Zezza, Claudio H. dos Santos, The Levy Economics Institute of Bard College.
- "Who Pays for the 'Welfare' in the Welfare State? A Multi-Country Study", 2003, Social Research, Vol. 70, n.º 2, pp. 531-550.
- "Is Personal Debt Sustainable?", November 2002, Strategic Analysis, con Dimitri B. Papadimitriou, Claudio H. dos Santos, Gennaro Zezza, The Levy Economics Institute of Bard College.
- "Labor Market Dynamics within Rival Macroeconomic Frameworks", 2003, en Growth, Distribution and Effective Demand: Alternatives to Economic Orthodoxy, George Argyrous, Gary Mongiovi, Mathew Forstater, (eds.), M.E. Sharpe, Armonk, NY: pp. 127-143.
- "An Important Inconsistency at the Heart of the Standard Macroeconomic Model", 2002, con Wynne Godley, Journal of Post Keynesian Economics, Vol. 24, n.º 3, pp. 423-441.
- "The Rise and Fall of the U.S. Welfare State", 2000, con E. Ahmet Tonak, en Political Economy and Contemporary Capitalism, Ron Baiman, Heather Boushey, y Dawn Saunders (eds.), M.E. Sharpe, Armonk, New York.
- "Explaining the U.S. Trade Deficit", enero de 2000, Policy Note, The Levy Economics Institute of Bard College.
- "Understanding the U.S. Trade Deficit", diciembre de 1999, Testimony before The U.S. Trade Deficit Review Commission, Washington D. C.
- "Explaining the Global Economic Crisis", 1999, Historical Materialism, n.º 5, Winter.
- "Explaining Inflation and Unemployment: An Alternate to Neoliberal Economic Theory", 1999, Contemporary Economic Theory, Andriana Vachlou (ed.), MacMillan, Londres.
- "The Stock Market and the Corporate Sector: A Profit-Based Approach", 1998, en Markets, Unemployment and Economic Policy: Essays in Honour of Geoff Harcourt, Volume Two, Malcolm Sawyer, Philip Arestis, and Gabriel Palma, (eds.), Routledge, Londres: Ch 31, pp. 389-404.
- "The Empirical Strength of the Labor Theory of Value", 1998, en Conference Proceedings of Marxian Economics: A Centenary Appraisal, Riccardo Bellofiore (ed.), Macmillan, Londres.
- "Free Trade, Unemployment and Economic Policy", 1995, en Global Unemployment, John Eatwell (ed.), M.E. Sharpe.
- "The Falling Rate of Profit and Long Waves in Accumulation: Theory and Evidence", 1992, en Alfred Kleinknecht, Ernest Mandel, Immanuel Wallerstein (eds.), New Findings in Long Wave Research, Londres: Macmillan.
- "A Dynamic Approach to the Theory of Effective Demand", 1992, en Profits, Déficits and Instability, Dimitri Papadimitriou (ed.): Macmillan.
- "Value and Value Transfers: A Comment on Itoh", 1992, en Radical Economics, Bruce Roberts y Susan Feiner (eds.), Boston: Kluwer Academic Publishers.
- "Wandering Around the Warranted Path: Dynamic Nonlinear Solutions to the Harrodian Knife-Edge", 1991, en Kaldor and Mainstream Economics: Confrontation or Convergence (Festschrift for Nicolas Kaldor), E. Nell y W. Semmler: Macmillan.
- "Accumulation, Finance, and Effective Demand in Marx, Keynes, and Kalecki", 1989, en Financial Dynamics and Business Cycles: New Prospects, Willi Semmler, M.E. Sharpe (eds.).
- "The Current Economic Crisis: Causes and Implications", 1989, Against The Current.
- "The Falling Rate of Profit and the Economic Crisis in the U.S.", 1987, en Robert Cherry, et al., The Imperiled Economy, Book I, Union for Radical Political Economy.
- "The Welfare State and the Myth of the Social Wage", 1987, con E. Ahmet Tonak, en Robert Cherry, et al., The Imperiled Economy, Book I, Union for Radical Political Economy.
- Siete entradas en teorías económicas, 1986, en John Eatwell, Murray Milgate y Peter Newman (eds.), The New Palgrave: A Dictionary of Economic Theory and Doctrine, The Macmillan Press Ltd.

- "Abstract and Concrete Labour"
- "Capital As a Social Relation"
- "Exploitation"
- "Market Value"
- "Organic Composition of Capital"
- "Surplus Value"
- "The Humbug Production Function"

- "The Transformation from Marx to Sraffa: Prelude to a Critique of the Neo-Ricardians", 1984, en Marx, Ricardo, Sraffa, Ernest Mandel (ed.), Verso.
- Cinco entradas en economía marxista, 1983, en Tom Bottomore (ed.), A Dictionary of Marxist Thought, Basil Blackwell, Oxford.

- "Concentration and Centralization"
- "Pauperization: Relative and Absolute Declines in the Positions of Workers"
- "Marxist Theories of Crisis"
- "The Falling Rate of Profit"
- "The Reserve Army of Labor"

- "Neo-Ricardian Economics: A Wealth of Algebra, A Poverty of Theory", 1982, The Review of Radical Political Economics, 14 (2), verano.
- "The Poverty of Algebra: Critical Notes on Neo-Ricardian Economics", 1981, The Value Controversy, New Left Books.
- "Laws of Algebra and Laws of Production: Humbug II", 1980, Growth, Profits and Property: Essays in the Revival of Political Economy, in Edward J. Nell (ed.), Cambridge University Press.
- "On the Laws of International Exchange", 1980, in Growth, Profits and Property: Essays en Revival of Political Economy, Edward J. Nell (ed.), Cambridge University Press.
- "Marxian Competition versus Perfect Competition", 1980, The Cambridge Journal of Economics, 4.
- "Foreign Trade and the Law of Value, Parts I-II", Science and Society.
- "Political Economy and Capitalism: Notes on Dobb's Theory of Crisis", 1978, The Cambridge Journal of Economics, 2 (2).
- "An Introduction to the History of Crisis Theories", 1978, en U.S. Capitalism in Crisis, U.R.P.E., New York.
- "Marx's Theory of Value and the 'Transformation Problem'", 1977, in The Subtle Anatomy of Capitalism, Jesse Schwartz (ed.), Goodyear Publishing Company.
- "Laws of Algebra and Laws of Production: The Humbug Production Function", 1974, The Review of Economics and Statistics, Vol LXI, No 1, February.
- "The Intelligent Reader's Guide to the International Monetary Muddle", 1973, Challenge: The Magazine of Economic Affairs, March/April, Vol 16, No 1.